# Liste der Monuments historiques in La Grève-sur-Mignon
Die Liste der Monuments historiques in La Grève-sur-Mignon führt die Monuments historiques in der französischen Gemeinde La Grève-sur-Mignon auf.

## Liste der Objekte
Zum Verständnis siehe: Kirchenausstattung
| Bezeichnung                                  | Beschreibung                     | Standort                       | Kennzeichnung | Schutzstatus | Datum | Bild |
| -------------------------------------------- | -------------------------------- | ------------------------------ | ------------- | ------------ | ----- | ---- |
| Tabernakel                                   | Holz, vergoldet, 17. Jahrhundert | in der Kirche St-Martin (Lage) | PM17000789    | Classé       | 1995  |      |
| Zwei Flachreliefs: Apostel Petrus und Paulus | Holz, 18. Jahrhundert            | in der Kirche St-Martin (Lage) | PM17000792    | Inscrit      | 1995  |      |